# Karl Wilhelm Theodor Hauck
Karl Wilhelm Theodor Hauck (* 28. September 1799 in Zirndorf; † 20. Mai 1848 in München) war ein deutscher Müller und Politiker.

## Werdegang
Er wurde als Sohn des Mühlenbesitzers und königlich preußischen Kandidaten der Rechtsgelehrsamkeit Georg Michael Hauck (1766–1839) und seiner Ehefrau Anna Maria, geborene Gebhardt aus Fürth in der Zirndorfer Mühle geboren.
Hauck war Müller in Zirndorf und dort Gemeindevorsteher. Am 8. November 1847 rückte er für den verstorbenen Michael Herrlen in die Abgeordnetenkammer des Bayerischen Landtags nach. Er wurde als vermögend und regierungstreu beschrieben.
Er verstarb im Alter von 48 Jahren während seiner Anwesenheit beim Landtag in München. Hauck wurde unter großer Anteilnahme seines Heimatorts am 24. Mai 1848 in Zirndorf begraben.